# Linia kolejowa nr 241
Linia kolejowa nr 241 – prawie w połowie wyłączona z eksploatacji, jednotorowa, niezelektryfikowana linia kolejowa znaczenia miejscowego łącząca stację Tuchola ze stacją Koronowo. Odcinek Pruszcz Bagienica - Koronowo otwarty został 03.11.1909 roku, natomiast odcinek Pruszcz Bagienica - Tuchola 03.10.1914 roku.
Regularny ruch pasażerski – nieujęty w sieciowym rozkładzie jazdy pociągów – był prowadzony jeszcze w rozkładzie 1992/1993.
Od 2015 roku linia była wykorzystywana na odcinku Koronowo - Pruszcz Bagienica. Stowarzyszenie Rehabilitacji i Turystyki Na Szlaku, na podstawie porozumienia z PKP PLK, może organizować tam przejazdy drezynami lekkimi.
Odcinkiem od Pruszcza Bagienicy do Tucholi opiekuje się Chojnickie Stowarzyszenie Miłośników Kolei, które również organizuje przejazdy drezynowe.
Od czerwca 2024r. do końca września 2024r. dzięki współpracy Kujawsko-Pomorskiej Fundacji Rozwoju Transportu Publicznego z PKP PLK linia jest przywracana do ruchu. Dzięki prowadzonym pracom udało się uruchomić dwa pociągi specjalne w dniach 13 października oraz 8 grudnia 2024r. Zapowiadane są dalsze prace w kierunku Koronowa celem całkowitego przywrócenia ruchu pociągów.